# Odruch Trömnera
Odruch Trömnera (ang. Trömner sign, Trömner reflex, niem. Trömner Fingerbeugephänomen) – objaw z grupy odruchów piramidowych, występujący w uszkodzeniu dróg piramidowych. Polega na zgięciu wszystkich palców (wraz z kciukiem) po uderzeniu młoteczkiem neurologicznym w powierzchnię dłoniową palca II lub III. Występuje w uszkodzeniu dróg korowo-rdzeniowych.
Opisany został w 1912 roku przez niemieckiego neurologa Ernsta Trömnera.